# 부베의 연인
《부베의 여인》(La Ragazza Di Bube, Bebo's Girl)은 프랑스에서 제작된 루이지 코멘치니 감독의 1963년 범죄, 드라마 영화이다. 클라우디아 카르디날레 등이 주연으로 출연하였다.

## 출연

### 주연
- 클라우디아 카르디날레
- 조지 샤키리스

### 조연
- 마크 미셸
- 대니 파리스